# Карпінський Микола Петрович
Микола Петрович Карпінський (нар. 14 травня 1958; м. Балей, Читинська область) — український фахівець у галузі інформатики, доктор технічних наук, професор, завідувач кафедри комп'ютерних наук та автоматики Університету у Бельсько-Бялій, професор кафедри комп'ютерних наук Тернопільського технічного університету.

## Біографія
Народився 14 травня 1958 року в місті Балей, Читинська область.
У 1980 році закінчив Львівський політехнічний інститут.
У 1980—1991 роках працював у ВО «Ватра», Тернопіль. З 1991 по 1996 — у Тернопільському приладобудівному інституті.
На виборах до Тернопільської міської ради 1998 року балотувався як самовисуванець.
1995 — захистив докторську дисертацію на тему: «Вимірювання параметрів та визначення характеристик спеціалізованої освітлювальної апаратури і оптимізація її техніко- економічних показників», а у 2001 році отримав вчене звання «професор».
Від 1996 по 2011 рік викладав у Тернопільському економічному університеті, був завідувачем кафедри безпеки інформаційних технологій, від 2010 — професор кафедри комп'ютерної інженерії.
На виборах до Тернопільської міської ради 2006 року балотувався від партії "Виборчий блок «Блок „Рідна Тернопільщина“».
З 2011 працює професором кафедри комп'ютерних наук Тернопільського національного технічного університету імені Івана Пулюя.
Завідувач кафедри комп'ютерних наук та автоматики Університету у Бельсько-Бялій.

## Науковий доробок
Наукові дослідження присвячені питанням підвищення ефективності й безпеки безпровідних сенсорних мереж; побудови криптографічних засобів захисту інформації.

## Публікації
1. Карпінський, М. П. Використання технології паралельних обчислень для рахування кількості точок еліптичної кривої [Електронний ресурс] / М. П. Карпінський, І. З. Якименко, А. А. Хомінчук // Вісник Східноукраїнського національного університету ім. В. Даля. — 2008. — № 8, ч. 1. — С. 207—210.
2. Карпінський, М. П. Удосконалення паралельного алгоритму пошуку порядку еліптичних кривих [Електронний ресурс] / М. П. Карпінський, І. З. Якименко, А. А. Хомінчук // Вісник Східноукраїнського національного університету ім. В. Даля. — 2009. — № 6, ч. 1. — С. 97-100.
3. Карпінський, М. П. Система для проведення криптоаналізу [Електронний ресурс] / М. П. Карпінський, Л. О. Дубчак, В. М. Карпінський // Вісник Східноукраїнського національного університету ім. В. Даля. — 2008. — № 9 (127). — С. 95-98.
4. Карпінський, М. Інженерно-криптогрфічна атака за аналізом споживаної потужності на програмно-апаратні реалізації криптографічного перетворення за чинним стандартом /М. Карпінський, Л. Коркішко, Т. Коркішко //Вісник Тернопільського державного технічного університету.– 2005.– № 3.– С. 127—135.
5. Курітник, І. П. Безпровідна трансляція інформації [Текст] /І. П. Курітник, М. Карпінський.– Тернопіль: Тайп, 2010.– 377 с.
6. Sieci komputerowe: Bezpieczeństwo. Część 1: Metody i systemy kryptograficzne. Bielsko-Biała, 2006; Bezprzewodowa transmisja informacji. Warszawa, 2008 (співавт.)
7. The security of data transmission over telecommunication networks based on advanced data encryption methods // Electrical Review. 2009. № 4; Безпровідна трансляція інформації. Т., 2010 (співавт.).